# Arthur Adamov
Arthur Adamov (ur. 23 sierpnia 1908, w Kisłowodzku na Kaukazie, zm. 15 marca 1970 w Paryżu) – francuski pisarz rosyjskiego pochodzenia.

## Życie
Pochodził z zamożnej ormiańskiej rodziny potentatów naftowych, która straciła cały swój majątek w 1917 roku i w obawie przed utratą życia musiała emigrować z Rosji. Jako dziecko, przed wybuchem I wojny światowej, znalazł się w Niemczech, lata wojny przeżył w Genewie, później, w 1924 znalazł się w Paryżu. Podczas II wojny światowej rok spędził w obozie.
Jego pierwsze związki z literaturą miały charakter towarzyski: przyjaźnił się m.in. z Paulem Eluardem, Antoninem Artaudem, uczestniczył w spotkaniach surrealistów. Wraz ze swym przyjacielem, Sergiuszem-Wiktorem Aramowiczem, założył grupę teatralną, dla której pisał krótkie teksty.
Publikować zaczął w 1933 roku: na łamach czasopisma Cahiers du Sud ukazało się pięć jego wierszy. W tym samym roku samobójstwo popełnia jego ojciec, który nie mógł się pogodzić z utratą majątku i życiem na emigracji. Pierwszym dłuższym utworem Adamova jest opowiadanie pt. L'Aveu (1946), zaś rok później (1947) napisał pierwszą sztukę Parodie, którą opublikowano w 1950 r. Twórczość sceniczną autora można podzielić na dwa okresy: pierwszy - zainteresowanie teatrem absurdu, w drugim okresie Adamov zwrócił się ku teatrowi wykreowanemu przez Brechta. Dziś obok Becketta i Ionesco Adamov uznawany jest za jednego z głównych przedstawicieli teatru absurdu.
Adamov zmarł śmiercią samobójczą na skutek barbituranów, po trwającej ponad rok ciężkiej depresji.

## Tematyka twórczości
Przez utwory pierwszego okresu przewija się stosunkowo wiele motywów, jednak wymowa społeczno-filozoficzna daje się być jedna: pisarz daje odbiorcy do zrozumienia, że czasy w których żyje to okres hańby i terroru. Dominujące stany duchowe twórczości tego okresu to poczucie daremności ludzkiego istnienia oraz obsesja zagrożenia. Zasadniczym tematem twórczości Adamova jest śmierć, co wynika z przekonania, że historia i społeczeństwo są dla jednostki zagrożeniem.

## Wszyscy przeciwko wszystkim
Jednym z najważniejszych dzieł autora jest sztuka Wszyscy przeciwko wszystkim, w którym pojawia się obraz odrealnionego państwa, w granicach którego rozgorzała fanatyczna walka „tubylców” z „uciekinierami”. Panuje terror, rodzi się chaos. Wystarczy jednak donośny głos z megafonu, aby dokonała się radykalna zamiana frontów i by prześladowcy (tubylcy) stali się prześladowanymi. Ukazanie człowieka jako istoty sprowadzonej do roli odindywidualizowanej funkcji chaosu i terroru jest dla dzieł Adamova charakterystyczne.

## Dzieła
- L'Aveu, 1946
- La Parodie, 1947
- L'Invasion, 1949
- La Grande et la petite Manoeuvre, 1950
- Le sens de la marche
- Le Professeur Taranne, 1953
- Ping-Pong, 1955
- Paolo Paoli, 1957
- Anthologie de la Commune, 1959
- La Politique des Restes, 1962
- La Sainte Europe, 1965
- M. le Modéré, 1968
- L'Homme et l'Enfant, 1968 (wspomnienia)
- Off Limits, 1968
- Je... ils, 1969